# مدرسة وارسو (تاريخ الأفكار)
كانت مدرسة وارسو مجموعة من البولنديين المؤرخين لتاريخ الأفكار ونشطت أعمال تلك المجموعة ما بين العقدين الخامس والسادس من القرن الماضي. ترأس هذه المدرسة برونيسلو باكزكو وليسزيك كولكوسكي وضمت أيضًا علماء مثل أندريه واليكي وجيرزي سزاكي وكريزستوف بوميان. وكان أعضاء تلك المدرسة تعديليين ماركسيين; فقاموا بهجر المذهب الماركسي اللينيني في بولندا الشيوعية ووضعوا شكلاً جديدًا للماركسية بصبغتهم الخاصة المميزة بمنهج علم الإنسان.

## معلومات تاريخية
نشأت مدرسة وارسو في سنوات حكم خروتشوف في بولندا ما بين عامي 1955–1956, عندما قام العديد من أعضائها في المرحلة التالية بالتشكيك في عقيدة الماركسية اللينينية. وجه ليسزيك كولكوسكي وبرونيسلو باكزكو انتقادات إلى النظرية الستالينية بوصفها عقائدية وقائمة على أسس سياسية. واجتمعت المجموعة نفسها في الخمسينيات من القرن الماضي عندما حضر أعضاؤها ندوة باكزكو حول التأريخ التي عقدت في معهد الفلسفة وعلم الاجتماع في أكاديمية العلوم البولندية (PAN).
يرتبط أعضاء المجموعة بعلاقات مؤسسة مع معهد الفلسفة وعلم الاجتماع في أكاديمية العلوم البولندية ومع قسم تاريخ الفلسفة الحديثة في جامعة وارسو برئاسة كولكوسكي وباكزكو. ولأن كولكوسكي وباكزكو ينتقدان العقيدة الماركسية وسياسات حزب العمال المتحدون البولندي (اللذين كانا من بين أعضائه)، فقد أصبحا من الشخصيات المزعجة بالنسبة للسلطات البولندية. وفي 21 أكتوبر 1966، قام كولكوسكي وكرزيسوف بوميان بإلقاء خطبة رسمية في مناقشة في كلية التاريخ بجامعة وارسو حيث انتقدا على الملأ سنوات حكم حكومة جوميلك العشر لعدم كفاءتها والقيود التي فرضتها على حرية التعبير وغياب المؤسسات الديمقراطية في بولندا. وإثر ذلك تم إقصاء بوميات وكولكوسكي من الحزب الشيوعي، ثم تلاهما باكزكو عام 1968. ولقد انحلت مدرسة وارسو تمامًا في أعقاب الأزمة السياسية في مارس 1968. واشترك أعضاء المجموعة في تدعيم الطلاب المتضررين من الأعمال الانتقامية في أعقاب أعمال الشغب وهاجر الكثيرون لينجوا بحياتهم من الإعدام.

## أفكار ومناهج
تنوعت المناهج التي استخدمها أعضاء مدرسة وارسو، فيرى البعض أنها جماعة اجتماعية للمفكرين أكثر من كونها مدرسة للفكر. ولكن هناك بعض السمات المشتركة التي يمكن تمييزها في الأعمال التي ألفها أعضاء المجموعة. وللمدرسة باحث يُفترض أنه يضع نفسه خارج موضوع البحث  والموضوعية القيمة والتعددية والاستقلال السياسي للعلوم. ولقد استمدت تلك المنهجية من الماركسية، التفسيرية وعلم اجتماع المعرفة الألماني والوجودية وعناصر كلود ليفي ستروس لـ البنيوية وتهدف تلك المنهجية إلى وصف الظواهر التاريخية دون تقديم تفسيرات لصحتها أو خطئها. فهم يؤمنون أن الأيديولوجيات (مثل الماركسية، التي هي مثار اختلافهم) هي نتاج الظروف التاريخية لعصرها، في مقابل فكرة المادية التاريخية بأن البنية العقلية هي مجرد شق من الفئة الاجتماعية. كما كانت تلك المجموعة مهتمة أيضًا بأيديولوجية الفرد والأيديولوجية الدينية وأيديولوجية الجماعة وتركز على أن التاريخ هو نتاج للأشخاص.